# Comuna Okip, Lubnî
Okip (în ucraineană Окіп) este o comună în raionul Lubnî, regiunea Poltava, Ucraina, formată din satele Okip (reședința) și Seliukiv.

## Demografie
Componența lingvistică a comunei Okip
     Ucraineană (97,01%)
     Rusă (2,82%)
     Alte limbi (0,17%)
Conform recensământului din 2001, majoritatea populației comunei Okip era vorbitoare de ucraineană (97,01%), existând în minoritate și vorbitori de rusă (2,82%).